# Mats Kättilmundson
Mats Kättilmundson (né vers 1280 et mort en Finlande en mai 1326) est un noble suédois nommé « Drots » puis régent du royaume (suédois : Rikshövitsman) de 1318 à 1319.

## Biographie
Mats Kettilmundsson est issu par son père de la noblesse d’Uppland. Il est mentionné pour la première fois dans les sources lors de la signature d’une charte en 1299. Il participe ensuite comme écuyer aux campagnes menées par Torgils Knutsson en Finlande et en Carélie entre 1293 et 1301. Notamment à la défense de la forteresse de Landskrona prise par les Russes.
Il apparaît comme chevalier en 1306 alors qu’il était déjà au service du duc Erik Magnusson avec lequel il participe à la capture du roi Birger de Suède dans le domaine royal d’Hatena. Il demeure attaché au parti des ducs pendant toute la guerre civile et il est nommé « Drots » en 1318.
Après la mort de Erik Magnusson et de son frère Valdemar Magnusson au début de 1318, il prend la tête de l’opposition au roi Birger de Suède comme « Régent du royaume ». Il défait les troupes du roi en Scanie le 1er novembre 1318 et fait exécuter ses partisans à Stockholm.
Le 8 juillet 1319, Mats Kättilmundsson préside l’assemblée d’Upsal qui rassemble l’archevêque Olaf, les évêques Karl de Linköping, Bengt de Skara, Styrbjörn de Strängnäs, Israël de Västeras et Magnus de Växjö ainsi que les « Lagmän » d’Uppland, Södermanland, Östergötland, Öland Västergötland Närke et Västmanland tous acquis au défunt duc Erik Magnusson qui élisent comme roi son fils de 3 ans Magnus IV de Suède.
Mats continue à exercer le pouvoir pendant les premières années du règne de Magnus IV de Suède bien qu’il renonce à ses fonctions de « Drots » et de Régent à la suite de différends avec la reine-mère Ingeborg Hakonsdatter. Le 12 août 1323 par l'entremise des marchands de Visby, il signe avec les Russes la paix de Pähkinäsaari (suédois: Schlüsselburg) qui met fin à l'interminable guerre de Carélie et fixe la frontière avec la république de Novgorod. Partant de l'isthme de Carélie, elle passe par Olavinlinna (suédois: Olofsborg) et par Kuopio pour aboutir au fond du golfe de Botnie.
En 1324, il est nommé capitaine en Finlande où il meurt en mai 1326.